# Theodor Kortüm
Wilhelm Theodor Siegfried Kortüm (* 28. November 1785 in Neubrandenburg; † 4. März 1858 in Neustrelitz) war ein deutscher Arzt.

## Leben
Kortüm war ein Sohn des Pastors an der Neubrandenburger Marienkirche Johann Christof Paschen Kortüm (1752–1800) und seiner Frau Wilhelmine Elisabeth, geb. Gerling (1760–1811). Friedrich Kortüm war sein Cousin.
Nach dem Besuch des Gymnasiums in Neubrandenburg studierte er Humanmedizin an der Universität Halle und wurde hier am 8. Oktober 1806 zum Dr. med. promoviert. Er ließ sich als praktischer Arzt in Penzlin nieder. 1830 ernannte ihn Großherzog Georg zum zweiten Mitglied des Medicinalcollegiums, der Gesundheitsbehörde von Mecklenburg-Strelitz, sowie zum Obermedizinalrat und Hofmedicus in Neustrelitz. 1836 wurde er Vorsitzender des Kollegiums und zum Geheimen Obermedizinalrat und Großherzoglichen Leibarzt befördert.
Er war verheiratet mit einer Schwester von Friedrich und Carl Müller. Ihr Sohn August (1810–1884) wurde herzöglicher Badearzt in Doberan. Eine Tochter des Paares, Julie Wilhelmine Sofie, war verheiratet mit dem Pastor Eberhard Becker.
Seine reichhaltige Nachlass-Bibliothek von mehr als 1500 Bänden kam als Geschenk der Witwe noch 1858 an die Großherzogliche Bibliothek in Neustrelitz.

## Schriften
- De iritide. Diss. Halle 1806